# Саюк Олександр Іванович
Олександр Іванович Саюк (нар. 14 грудня 1973 року, м. Нікополь, Дніпропетровська область) — український політичний діяч, секретар Нікопольської міської ради (2015—2020), голова Нікопольської міської територіальної громади Нікопольського району Дніпропетровської області (з 2020 року).

## Із життєпису
У 2011 році закінчив Одеську юридичну академію, факультет правознавства. Від червня 1998 року до грудня 2015 року — фізична особа-підприємець, на час припинення працював у сфері пасажирських наземних міських та приміських перевезень.
В 2006 році — кандидат в народні депутати України V скликання від Блоку Юрія Кармазіна. У 2010—15 роках — депутат Нікопольської міської ради від Партії регіонів. У 2015 році — кандидат у депутати до Дніпропетровської обласної ради та Нікопольської міської ради від партії «Відродження», обраний депутатом міської ради. Протягом 2015—2020 років — секретар Нікопольської міської ради.
Був помічником на громадських засадах Народного депутата України VI скликання від Партії регіонів Юлії Ковалевської.
На чергових місцевих виборах 2020 року обраний міським головою Нікополя: кандидат від партії «За майбутнє», в першому турі набрав 21,86 % голосів виборців. В другому турі переміг з результатом 54,64 % (12 533 голоси) кандидата від Слуги народу Руслана Олійника.
4 грудня 2020 року приступив до виконання обов'язків Нікопольського міського голови. Безпартійний, проживає в місті Нікополь.

## Статки
Станом на 2019 рік Олександрові Саюку належали три житлових будинки, дві квартири, торгівельний комплекс, дві тренажерні зали, чотири нежитлових приміщення та вісім земельних ділянок. Також у власності числились три легкових та одна вантажна автівки, вісім автобусів та катер. За дослідженнями активістів, родина Саюка пов'язана з найбільшим міським перевізником ТОВ «Мотодор», котрий, з 2016 року, постійно отримує щораз більші компенсації з міського бюджету за перевезення пільговиків.